# Ragnhild Kaasgaard
Ragnhild Kaasgaard (* 24. September 1961) ist eine dänische Schauspielerin.
Sie erlangte Bekanntheit durch ihre Rollen in den Filmen Miss Viborg (2022), Pigen med nålen (2024) und Hygge! (2023).
Für die Rolle der Solvej im Film Miss Viborg wurde sie 2023 für dem dänischen Filmpreis Bodil als beste Hauptdarstellerin nominiert.

## Filmografie
- 2022: Miss Viborg
- 2023: Hygge!
- 2024: Pigen med nålen
- 2024: Ophav (Kurzfilm)